# Европейский еврейский фонд
Европе́йский евре́йский фо́нд (сокр. ЕЕФ) — международная неправительственная организация, занимающаяся координацией и поддержкой программ и мероприятий, направленных на улучшение межрелигиозных и межэтнических отношений, укрепление национального самосознания еврейского народа и борьбу с ассимиляцией, укрепление толерантности и взаимоуважения в Европе, борьбу с ксенофобией, экстремизмом и антисемитизмом, сохранение памяти о Холокосте. Учреждён в 2006 году по инициативе президента Европейского еврейского конгресса Вячеслава Моше Кантора, который занимает пост Председателя Фонда. Генеральный секретарь ЕЕФ — Ариэлла Войчик.
Управляющим органом Фонда является Консультативный совет, который состоит из представителей еврейских общин стран Европы.
Европейский еврейский фонд реализует общинные, региональные и общеевропейские проекты, инициаторами которых выступают как отдельные общины, так и сам Фонд. Основная задача ЕЕФ заключается в осуществлении крупномасштабных программ, которые способствуют распространению идей толерантности на европейском континенте, укреплению взаимоуважения между представителями многочисленных национальностей и религиозных верований, повышению национальной гордости и национального самосознания еврейского народа и борьбе с ассимиляцией. Фонд активно выступает против распространения ксенофобии, антисемитизма и расовой дискриминации и участвует в разработке различных предложений и рекомендаций по усилению борьбы с этими негативными явлениями в современном мире.

## Проекты
Фонд ведёт масштабную работу на нескольких направлениях, в частности: еврейское образование и лидерство; культурное наследие; строительство и развитие еврейских общин; сохранение памяти о Холокосте.
ЕЕФ предпринимает большие усилия к сохранению памяти о трагических событиях Холокоста путём осуществления образовательных и просветительских программ. Не случайно, одним из учредителей Европейского еврейского фонда в 2006 году стал Фонд «Всемирный форум памяти Холокоста», который был основным организатором международных форумов «Жизнь народу моему!», состоявшихся в 2005 (Краков, Польша), 2006 (Киев, Украина), 2010 (Краков, Польша) и 2015 гг. (Прага и Терезин, Чехия). В рамках этого направления был также издан итоговый сборник фотографий «Обратный отсчёт», вышли документальные фильмы «Шёпот в Хрустальную ночь» и «Мир после Освенцима».
Фонд осуществляет деятельность по популяризации достижений выдающихся личностей еврейского происхождения для того, чтобы привлечь внимание массовой аудитории к еврейской национальности знаменитых людей и тем самым сократить масштабы антисемитизма, ксенофобии и национализма в Европы. В этой связи ЕЕФ поддерживает деятельность Музея искусства авангарда (МАГМА), содержащего коллекцию работ известных русских художников еврейского происхождения Валентина Серова, Леона Бакста, Марка Шагала, Эля Лисицкого, Хаима Сутина и других.
В рамках деятельности по борьбе за нераспространение ядерного оружия и предотвращение «ядерного холокоста» Фонд оказывает поддержку деятельности Международного Люксембургского форума по предотвращению ядерной катастрофы, в состав которого входят видные политические и общественные деятели, дипломаты и эксперты. По мнению деятелей ЕЕФ, одна из основных угроз глобальной безопасности сегодня исходит от Ирана в связи с его ядерной программой.
ЕЕФ является площадкой для укрепления отношений между еврейскими общинами, проживающими в Европе. Ежегодные заседания Консультативного совета ЕЕФ стимулируют диалог между еврейскими общинами; на них происходит открытый обмен мнениями, в результате которого находятся решения в рамках общих для всех вызовов.
9-16 ноября 2008 года в крупнейших европейских городах состоялась серия мероприятий под названием «Неделя толерантности в Европе». Фонд выступил в роли соорганизатора этих мероприятий «Неделя толерантности в Европе» была приурочена к 70-й годовщине «Хрустальной ночи» и Международному дню толерантности. В рамках «Недели толерантности в Европе» состоялись встречи с участием высокопоставленных государственных деятелей, бизнесменов и представителей академических кругов. Европейскому Парламенту и Парламентской Ассамблее Совета Европы были представлены проекты «Белой книги толерантности» и «Общеевропейской конвенции толерантности».